# 東直明
東 直明（ひがし なおあき、1984年9月14日 - ）は、熊本県出身の元ハンドボール選手。

## 経歴
日本体育大学時代の2006年に第18回男子世界学生ハンドボール選手権大会の日本代表に選出。
2007年に日本ハンドボールリーグの大同特殊鋼へ加入。
2009年の第50回全日本実業団ハンドボール選手権大会でベストセブンを受賞。
2011年の第1回社会人選手権ではベストセブンに選ばれた。
2016-17年シーズンからコーチを兼任することとなった。
2017-18年シーズン終了後に現役引退を発表した。

## 詳細情報

### 年度別成績
| 年      | チーム     | 試合 | FS 阻止 | 率   | 7m 阻止 | 率   |
| ------- | ---------- | ---- | ------- | ---- | ------- | ---- |
| 2007-08 | 大同特殊鋼 | 9    | -       | -    | 2/11    | .182 |
| 2008-09 | 大同特殊鋼 | 18   | -       | -    | 4/18    | .222 |
| 2009-10 | 大同特殊鋼 | 14   | -       | -    | 4/13    | .308 |
| 2010-11 | 大同特殊鋼 | 14   | -       | -    | 4/10    | .400 |
| 2011-12 | 大同特殊鋼 | 14   | -       | -    | 1/6     | .167 |
| 2012-13 | 大同特殊鋼 | 16   | 44/124  | .355 | 1/7     | .143 |
| 2013-14 | 大同特殊鋼 | 16   | 75/197  | .381 | 2/7     | .286 |
| 2014-15 | 大同特殊鋼 | 15   | 18/63   | .286 | 2/7     | .286 |
| 2015-16 | 大同特殊鋼 | 13   | 21/63   | .333 | 0/1     | .000 |
| 2016-17 | 大同特殊鋼 | 5    | 0/0     | -    | 0/0     | -    |
| 2017-18 | 大同特殊鋼 | 0    | -       | -    | -       | -    |

- 各年度の太字はリーグ最高
- 2006-07年シーズン以前の成績はランニングスコアが公開されていないため省略
- 2011-12年シーズン以前のシュート阻止数は公式記録がないため省略

### タイトル・表彰

#### 社会人選手権
※前身の実業団選手権を含む
- ベストセブン：2回 (2009年・2011年)